# Henry Maitland Wilson, 1st Baron Wilson
Henry Maitland Wilson, 1st Baron Wilson, britanski feldmaršal, * 1881, † 1964.